# Unione Sportiva Palmese 1950-1951
Questa voce raccoglie le informazioni riguardanti l'Unione Sportiva Palmese 1912, società calcistica di Palmi, nelle competizioni ufficiali della stagione 1950-1951.

## Stagione
La squadra venne inserita nel girone O di Promozione, composto da 14 società siciliane e da 2 calabresi (oltre alla Palmese vi partecipò la Vigor Nicastro). La società nero-verde vinse il suo girone con 44 punti, distanziando di 7 punti la seconda classificata, l'AS Drepanum ed acquisì il diritto a partecipare al girone finale di Lega Sud per l'accesso alla Serie C 1951-1952. Nel girone finale la Palmese affrontò le due formazioni vincenti degli altri due gironi di Lega Sud (M ed N), e cioè l'A.S. Molfetta e l'S.P. Turris. Gli incontri furono tre e furono giocati tutti in campo neutro. L'8 luglio 1951 la Palmese perse a Napoli per 1-0 contro il Molfetta ed il 15 luglio vinse per 4-1 a Taranto contro la Turris, giungendo seconda alle spalle del Molfetta ed accedendo al campionato di Serie C dell'anno successivo.